# Магтал
Магтал, магтаал (монг. восхваление, ода) — монгольский малый фольклорно-литературный жанр, хвалебные поэтические произведения.

## Описание
Происхождение магтала прослеживается с древних времён от песнопений, сопровождавших обряды и празднества кочевников. Восхваления совершаются в честь духов, географических объектов, людей и животных. Эти три вида хвалы могут условно рассматриваться поджанрами магтала (отличающимися поэтикой, композицией и структурой), хотя в монголоведном литературоведении такого разделения не существует.
Магтал всегда является монологом, основную его часть «занимает выражение эмоционального настроения, чувств, мыслей лирических героев». Композиция во многом строится на перечислении эпитетов воспеваемого образа (коня, хана, степи, горы и так далее). Структура из нижеследующего отрывка из стихотворения «Хвала борцу» является типичной для магталов из первого памятника монгольской письменности — «Сокровенного сказания» (XIII в):
Вновь радующий [нас] / Уверенный / Борец [которым] восторгаются / С неиссякаемой силой / Проворный / Со взмахом [рук, как] у беркута / Молодой лев.

Магталы также использовались для распространения буддизма среди номадов. В буддийских гимнах важным элементом является молитвенная формула, регулярно повторяющаяся в тексте, обычно это мантра Ом мани падме хум.
Кроме того, магталы взяты на вооружение монгольскими поэтами. Так, например, во времена Монгольской Народной Республики поэты сочиняли восхваления в честь коммунистической партии, советско-монгольской дружбы, лучших людей страны и т. д.